# 2. deild karla 2001
Mùa giải 2001 của 2. deild karla là mùa giải thứ 36 của giải bóng đá hạng ba ở Iceland.

## Bảng xếp hạng
| Vị thứ | Đội          | Số trận | Thắng | Hòa | Thua | Bàn thắng | Bàn thua | Hiệu số | Điểm | Ghi chú                                                                                    |
| ------ | ------------ | ------- | ----- | --- | ---- | --------- | -------- | ------- | ---- | ------------------------------------------------------------------------------------------ |
| 1      | Haukar       | 18      | 14    | 3   | 1    | 61        | 15       | +46     | 45   | Thăng hạng 1. deild 2002                                                                   |
| 2      | Sindri       | 18      | 12    | 2   | 4    | 29        | 9        | +20     | 38   | Thăng hạng 1. deild 2002                                                                   |
| 3      | Afturelding  | 18      | 11    | 4   | 3    | 41        | 20       | +21     | 37   | Thăng hạng 1. deild 2002 do sự hợp nhất của các câu lạc bộ ở 1. deild là Dalvík và Leiftur |
| 4      | Selfoss      | 18      | 8     | 4   | 6    | 35        | 25       | +10     | 28   |                                                                                            |
| 5      | Léttir       | 18      | 7     | 2   | 9    | 31        | 39       | -8      | 23   |                                                                                            |
| 6      | Skallagrímur | 18      | 7     | 2   | 9    | 31        | 44       | -13     | 23   |                                                                                            |
| 7      | Víðir        | 18      | 5     | 4   | 9    | 23        | 33       | -10     | 19   |                                                                                            |
| 8      | Leiknir R.   | 18      | 4     | 6   | 8    | 26        | 29       | -3      | 18   |                                                                                            |
| 9      | Nökkvi       | 18      | 3     | 4   | 11   | 21        | 40       | -19     | 13   | Xuống hạng 3. deild 2002                                                                   |
| 10     | KÍB          | 18      | 3     | 1   | 14   | 27        | 71       | -44     | 10   | Xuống hạng 3. deild 2002                                                                   |

## Danh sách ghi bàn
| Cầu thủ                | Số bàn thắng | Đội bóng     |
| ---------------------- | ------------ | ------------ |
| Magnús Ólafsson        | 23           | Haukar       |
| Pétur Jónsson          | 13           | KÍB          |
| Engilbert Friðfinnsson | 12           | Léttir       |
| Ómar Bendtsen          | 9            | Haukar       |
| Valdimar K. Sigurðsson | 9            | Skallagrímur |
| Róbert Arnarson        | 8            | Leiknir      |
| Ásbjörn Jónsson        | 8            | Afturelding  |
| Tómas Ellert Tómasson  | 8            | Selfoss      |